# Damallsvenskan 2020
Damallsvenskan 2020 var Sveriges högsta division i fotboll för damer under säsongen 2020. Nya lag för säsongen var IK Uppsala och Umeå IK, IK Uppsala gjorde debut i damallsvenskan medan Umeå IK återvände till damallsvenskan sedan nedflyttningen 2016. Planerad spelstart för serien var 3 april, men på grund av coronapandemin flyttades serien fram och premiärmatcherna spelades 27 juni och sista omgången spelas 15 november. Inledningen av serien spelades utan publik, men alla matcher sändes över Internet via Aftonbladets strömningstjänst Sportbladet Play. SVT visade ett urval matcher med start i augusti.
Från och med denna säsong tilldelas Sverige 3 platser till Champions League mot tidigare 2, som en del av det förändrade upplägget till turneringen 2021–2022.
Den 6 augusti hade Svenska fotbollsförbundet tillsammans med andra idrottsförbund möte med idrottsminister Amanda Lind med syfte att hitta lösningar för att tillåta publik inom ramen för de rådande riktlinjerna från Folkhälsomyndigheten med anledning av pandemin. Detta ledde till att SvFF den 10 augusti ändrade sina rekommendationer till att tillåta upp till 50 besökare under en fotbollsmatch på särskilda villkor. Piteå och Örebro var först ut att släppa in publik i omgång 10 den 12 augusti, därefter följde fler lag efter, medan andra förhöll sig avvaktande eller negativa, bland annat Rosengård. Skepsisen berodde dock till stor del på grund av oklarheter, och efter förtydligande från SvFF så valde Rosengård att ompröva sin hållning och bestämde sig sedermera för att släppa in publik. Övriga lag gjorde samma sak, och från och med omgång 12 den 22 augusti tog alla lag emot publik. På grund av den låga gränsen släppte klubbarna i regel bara in hemmapublik.
Efter omgång 11 återgick matchtätheten till det normala med cirka en per vecka omkring helgen som tidigare säsonger. 
Kopparbergs/Göteborg blev svenska mästare medan nykomlingarna IK Uppsala och Umeå IK åter blev nedflyttade till Elitettan.

## Lag och arenor
| Lag                     | Län             | Ort          | Arena                       | Underlag   | Kapacitet |
| ----------------------- | --------------- | ------------ | --------------------------- | ---------- | --------- |
| Djurgårdens IF          | Stockholm       | Stockholm    | Stockholms stadion          | Gräs       | 14 200    |
| Eskilstuna United DFF   | Södermanland    | Eskilstuna   | Tunavallen                  | Konstgräs  | 7 220     |
| FC Rosengård            | Skåne           | Malmö        | Malmö IP                    | Konstgräs  | 7 600     |
| KIF Örebro              | Örebro          | Örebro       | Behrn Arena                 | Konstgräs  | 12 645    |
| Kopparbergs/Göteborg FC | Västra Götaland | Göteborg     | Valhalla IP                 | Konstgräs  | 4 000     |
| Kristianstads DFF       | Skåne           | Kristianstad | Kristianstads fotbollsarena | Hybridgräs | 2 500     |
| IK Uppsala              | Uppsala         | Uppsala      | Studenternas IP             | Konstgräs  | 10 000    |
| Linköpings FC           | Östergötland    | Linköping    | Linköping Arena             | Konstgräs  | 7 400     |
| Piteå IF                | Norrbotten      | Piteå        | LF Arena                    | Konstgräs  | 3 000     |
| Umeå IK                 | Västerbotten    | Umeå         | Umeå Energi Arena           | Konstgräs  | 6 000     |
| Vittsjö GIK             | Skåne           | Vittsjö      | Vittsjö IP                  | Gräs       | 3 000     |
| Växjö DFF               | Kronoberg       | Växjö        | Visma Arena                 | Hybridgräs | 12 000    |

## Tabeller

### Poängtabell
| Nr | Lag                  | S  | V  | O | F  | GM | IM | MS  | P  |
| -- | -------------------- | -- | -- | - | -- | -- | -- | --- | -- |
| 1  | Kopparbergs/Göteborg | 22 | 17 | 3 | 2  | 55 | 10 | +45 | 54 |
| 2  | FC Rosengård (RM)    | 22 | 14 | 5 | 3  | 57 | 14 | +43 | 47 |
| 3  | Kristianstads DFF    | 22 | 14 | 3 | 5  | 48 | 29 | +19 | 45 |
| 4  | Linköping FC         | 22 | 12 | 3 | 7  | 32 | 34 | −2  | 39 |
| 5  | Vittsjö GIK          | 22 | 9  | 4 | 9  | 33 | 35 | −2  | 31 |
| 6  | Växjö DFF            | 22 | 8  | 3 | 11 | 18 | 32 | −14 | 27 |
| 7  | KIF Örebro           | 22 | 7  | 5 | 10 | 26 | 36 | −10 | 26 |
| 8  | Piteå IF             | 22 | 7  | 4 | 11 | 21 | 33 | −12 | 25 |
| 9  | Djurgårdens IF       | 22 | 6  | 6 | 10 | 20 | 31 | −11 | 24 |
| 10 | Eskilstuna United    | 22 | 7  | 2 | 13 | 31 | 35 | −4  | 23 |
| 11 | Umeå IK (U)          | 22 | 6  | 5 | 11 | 21 | 40 | −19 | 23 |
| 12 | IK Uppsala (U)       | 22 | 3  | 1 | 18 | 21 | 54 | −33 | 10 |

### Resultattabell
| Hemma \ Borta        | DIF | EU  | FCR | IKU | KIF | K/G | KDFF | LFC | PIF | UIK | VGIK | VDFF |
| Djurgårdens IF       | —   | 2–1 | 0–0 | 2–0 | 0–1 | 0–3 | 3–3  | 0–3 | 1–0 | 1–1 | 2–1  | 2–1  |
| Eskilstuna United    | 3–2 | —   | 1–2 | 1–3 | 3–1 | 1–1 | 2–3  | 0–1 | 2–0 | 0–1 | 3–1  | 3–0  |
| FC Rosengård         | 0–0 | 1–2 | —   | 5–1 | 6–0 | 3–0 | 1–2  | 7–1 | 2–1 | 0–0 | 1–0  | 0–1  |
| IK Uppsala           | 3–2 | 2–4 | 1–9 | —   | 1–2 | 0–2 | 1–4  | 0–1 | 0–1 | 3–0 | 0–1  | 0–2  |
| KIF Örebro           | 2–0 | 3–3 | 0–3 | 2–1 | —   | 0–1 | 1–2  | 1–1 | 0–1 | 5–1 | 1–2  | 1–0  |
| Kopparbergs/Göteborg | 2–0 | 3–0 | 1–1 | 3–0 | 1–1 | —   | 5–1  | 2–0 | 3–0 | 2–0 | 3–1  | 4–0  |
| Kristianstads DFF    | 0–1 | 1–0 | 0–1 | 2–1 | 4–2 | 1–0 | —    | 1–2 | 3–1 | 1–1 | 4–0  | 2–0  |
| Linköpings FC        | 1–0 | 1–0 | 2–2 | 3–1 | 1–0 | 0–7 | 0–3  | —   | 1–2 | 3–0 | 1–2  | 3–0  |
| Piteå IF             | 1–1 | 1–0 | 0–3 | 2–0 | 1–1 | 1–5 | 2–3  | 2–2 | —   | 1–2 | 0–0  | 0–1  |
| Umeå IK              | 0–0 | 1–0 | 0–3 | 1–0 | 0–2 | 0–2 | 0–4  | 3–2 | 2–3 | —   | 3–0  | 1–3  |
| Vittsjö GIK          | 1–1 | 3–2 | 1–1 | 4–2 | 4–0 | 0–2 | 3–3  | 1–2 | 0–1 | 3–2 | —    | 3–1  |
| Växjö DFF            | 1–0 | 2–0 | 0–3 | 1–1 | 0–0 | 0–2 | 2–1  | 0–1 | 1–0 | 2–2 | 0–2  | —    |

## Statistik
| Rank | Spelare            | Lag                  | Mål |
| ---- | ------------------ | -------------------- | --- |
| 1    | Anna Anvegård      | FC Rosengård         | 16  |
| 2    | Mimmi Larsson      | FC Rosengård         | 12  |
| 2    | Pauline Hammarlund | Kopparbergs/Göteborg | 12  |
| 4    | Felicia Rogic      | Eskilstuna United    | 11  |
| 4    | Karin Lundin       | KIF Örebro           | 11  |
| 4    | Loreta Kullashi    | Eskilstuna United    | 11  |
| 7    | Clara Markstedt    | Vittsjö GIK          | 9   |
| 7    | Rebecka Blomqvist  | Kopparbergs/Göteborg | 9   |

| Rank | Spelare            | Lag                  | Assist |
| ---- | ------------------ | -------------------- | ------ |
| 1    | Alice Nilsson      | Kristianstads DFF    | 7      |
| 1    | Olivia Schough     | Djurgårdens IF       | 7      |
| 3    | Heidi Kollanen     | KIF Örebro           | 6      |
| 3    | Therese Åsland     | Kristianstads DFF    | 6      |
| 5    | Ebba Wieder        | Vittsjö GIK          | 5      |
| 5    | Pauline Hammarlund | Kopparbergs/Göteborg | 5      |
| 5    | Rebecka Blomqvist  | Kopparbergs/Göteborg | 5      |
| 5    | Vilde Bøe Risa     | Kopparbergs/Göteborg | 5      |